# Kvanghvamun állomás
Kvanghvamun (Gwanghwamun) állomás a szöuli metró 5-ös vonalának állomása Csongno-ku (Jongno-gu) kerületben. Nevét a város egyik Csoszon (Joseon)-kori kapujáról, a Kvanghvamun (Gwanghwamun)ról, a Megvilágosodás kapujáról kapta. A közelben található a  Kjongbokkung (Gyeongbokgung) palota, a Cshonggjecshon (Cheonggyecheon) patak, valamint a Kjobo (Kyobo) könyváruház.

## Viszonylatok
| 5-ös vonal                                   | 5-ös vonal | 5-ös vonal                                                                        |
| -------------------------------------------- | ---------- | --------------------------------------------------------------------------------- |
| Szodemun (Seodaemun) Panghva ( Banghwa) felé | fő vonal   | Csongno 3-ka (Jongno 3-ga) Szangil-tong (Sangil-dong) vagy Macshon (Macheon) felé |